# Série de Bertrand
Pour les articles homonymes, voir Bertrand.
Pour α et β deux réels, on appelle série de Bertrand (du nom de Joseph Bertrand) la série à termes réels positifs suivante :

## Condition de convergence

### Énoncé
Théorème de Bertrand — 
La série de Bertrand associée à α et β converge si et seulement si α > 1 ou (α = 1 et β > 1).
Cette condition nécessaire et suffisante se résume en (α, β) > (1, 1), où l'ordre sur les couples de réels est l'ordre lexicographique (celui adopté pour trier les mots dans un dictionnaire : on tient compte de la première lettre, puis de la deuxième, etc.).

### Démonstration par lecritère intégral de Cauchy
La série de Bertrand a le même comportement que l'intégrale en +∞ de la fonction
(définie et strictement positive sur ]1,+∞[), car f est monotone au-delà d'une certaine valeur. On a donc la même conclusion que pour l'intégrale de Bertrand associée :
- si α > 1, la série converge ;
- si α < 1, elle diverge ;
- si α = 1, elle converge si et seulement si β > 1.

On peut de plus remarquer que si α < 0 ou si α = 0 et β ≤ 0, alors f est croissante au-delà d'une certaine valeur donc la divergence est grossière.

### Démonstration par comparaison avec d'autres séries
Les cas α ≠ 1 se traitent facilement par comparaison avec des séries de Riemann (et croissances comparées).
Si α = β = 1, la série diverge car son terme général est équivalent à celui, {\displaystyle \ln \ln(n+1)-\ln \ln n}, d'une série télescopique divergente. Par comparaison avec ce cas limite, on en déduit que la série diverge si α = 1 et β ≤ 1 (et a fortiori si α < 1).
Si α = 1 et β ≠ 1, on peut procéder de même en remarquant que pour tout γ ≠ 0, {\displaystyle {\frac {\gamma }{n\ln ^{1+\gamma }n}}\sim {\frac {1}{\ln ^{\gamma }n}}-{\frac {1}{\ln ^{\gamma }(n+1)}}}, ou utiliser le test de condensation de Cauchy. (On retrouve ensuite, par comparaison, les cas α ≠ 1.)